# Anthony Idiata
Anthony Idiata (* 5. Januar 1975) ist ein ehemaliger nigerianischer Hochspringer.
Bei den Afrikaspielen 1995 in Harare und den Leichtathletik-Afrikameisterschaften 1996 in Yaoundé gewann er jeweils Silber.
1999 schied er bei den Leichtathletik-Weltmeisterschaften in Sevilla in der Qualifikation aus und siegte bei den Afrikaspielen in Johannesburg.

## Persönliche Bestleistungen
- Hochsprung: 2,27 m, 9. September 1998, Rhodos
- Halle: 2,32 m, 15. Februar 2000, Patras (Afrika-Hallenrekord)